# Godefroid Guffens
Godefroid Égide Guffens (født 22. juli 1823 i Hasselt, Limburg, død 11. juli 1901 i Schaerbeek, Bryssel) var en belgisk historiemaler.
Uddannet under Nicaise de Keyser, i Italien stærkt optaget af Michelangelos og Rafaels kunst, i Tyskland nøje knyttet til den strømning, der betegnes ved navne som Cornelius og Overbeck, stod Guffens udrustet til de betydelige monumentale opgaver, der blev ham overdragne sammen med studiefællen Swerts. Med ham indgik han et uopløseligt arbejdsfællesskab (indtil Swerts' afrejse 1874) og udgav han Souvenirs d’un voyage artistique en Allemagne (Antwerpen 1858), særlig handlende om Münchens historiemaleri, hvis kunstprincipper de gennem deres egne arbejder søgte omplantede på belgisk grund. I kirken S. Nicolas ved Antwerpen fremstillede de blandt andet Marias 7 lidelser (1855—70), i Antwerpens Børs handelens historie (disse billeder brændte, kun kartonerne er bevarede), i Georgskirken i Antwerpen — deres hovedværk — en billedcyklus fra Kristi liv (1859—71), i rådhuset i Ypern, i en billedsuite, scener fra den flanderske historie (1869) og så videre. Andre bidrag til Belgiens monumentalmaleri bar Guffens leveret i arbejder som: 14 billeder med stationerne under gangen til Golgatha (jesuiterkollegiet i Antwerpen), Balduin af Flandern drager på korstog (1873—75, domssalen i Courtrais rådhus), udsmykningen af dåbskapellet i St-Quintins-kirken i Hasselt (1875), af koret i Josefs-kirken i Löwen (1881) og af festsalen i Hotel de Schild i Antwerpen. Desuden har Guffens malet populære staffelibilleder, blandt andet Blanche de Felzenstein, Episode fra Pompejis undergang, Araber med sin hustru, Lucretia, Rouget de Lisle synger for første gang marseillaisen (museet i Philadelphia), Margrete af Østrig modtager et persiskt gesandtskab, Hjemvenden fra Kristi gravlæggelse (Rudolfinum i Prag) samt mange portrætter.